# Лисинская церковь
Церковь Происхождения честных древ Животворящего Креста Господня (Лисинская церковь) — православный храм в поселке Лисино-Корпус Тосненского района Ленинградской области. Имеет статус подворья Воскресенского Новодевичьего монастыря в Санкт-Петербурге.

## История
Первый храм при Лисинском учебном лесничестве был устроен в каменном здании училища по распоряжению министра государственных имуществ графа П. Д. Киселёва и освящён 30 июля (11 августа) 1846 года в честь Происхождения Честных Древ Животворящего Креста Господня. Образа в церкви были написаны Сергеем Зарянко. Однако с ростом числа воспитанников встала необходимость строительства нового храма.
В междуречье рек Лустовки и Лабуси 1 (13) октября 1859 года была заложена отдельная церковь. Её строительство велось по проекту архитектора Николая Леонтьевича Бенуа. В основание была заложена памятная бронзовая доска с надписью:
В пятый год царствования императора Александра II, при митрополите Григории, министре государственных имуществ, генерале от инфантерии М. Н. Муравьеве, товарище генерал-майоре А. А. Зеленым, директоре лесного департамента генерал-майоре Неверовском, директоре лесничества Бекмане и церковном старосте подполковнике Субботине.
Церковь была освящена 14 (26) октября 1862 года. Впоследствии храм неоднократно посещал Александр II, приезжавший в Лисино на охоту. После упразднения Учебного лесничества в марте 1889 года церковь была передана в епархиальное ведомство.
16 августа 1933 года, по постановлению Президиума Леноблисполкома, церковь была закрыта. Во время оккупации немецкие войска использовали здание как конюшню, но в 1943—1944 годах в храме служил священник Псковской духовной миссии.
После войны саперы взрывали обнаруженные у храма боеприпасы. Стены здания использовались в качестве мишени во время учебных стрельб школы милиции.
Первое богослужение состоялось на Пасху 1996 года. В сентябре 1999 года храм получил статус подворья Воскресенского Новодевичьего монастыря в Санкт-Петербурге. Церковь повторно освящена после реставрации 18 ноября 2001 года.   В 2000-2001 годах преподавателями Института имени И.Е. Репина, художниками А.А. Погосяном, А.И. Дендериной и С.А. Пичахчи были выполнены мозаики на фасадах храма.

## Архитектура и убранство
Здание непосредственно примыкает к комплексу построек Лисинского учебно-опытного лесхоза, также сооруженных по проекту Н. Л. Бенуа. Храм выполнен в русско-византийском стиле с элементами тосканской архитектуры. Длина храма — 35 м; ширина — от 11 до 15 м; высота — 30 м; колокольня — 32 м. Вмещает до 600 человек. В здание ведут три входа. Сам храм крыт железом.
Внутри церковь была выкрашена светло-голубой краской. К её освящению Санкт-Петербургским купцом И. И. Николаи был устроен по проекту Николая Бенуа деревянный резной иконостас, образа для которого были написаны академиком Василием Васильевым.

## Приход
Вскоре после освящения при храме были устроены богадельня и кладбище.

### Настоятели храма
| Настоятели храма                 | Настоятели храма                                            |
| Даты                             | Настоятель                                                  |
| -------------------------------- | ----------------------------------------------------------- |
| 30 июля (11 августа) 1846 — 1848 | священник Александр Дмитриевич Лубов                        |
| 1848—1862                        | священник Фирс Дмитриевич Лубов                             |
| 1862—1878                        | священник Иоанн Матфеевич Тяжёлов (1834—1887)               |
| 1878—1879                        | священник Павел Дмитриевич Городцев (1851—1918)             |
| 1879—1884                        | священник Николай Васильевич Триодин (…—1938)               |
| 1884—1889                        | священник Иоанн Михайлович Камнев (1854—1929)               |
| 1890                             | священник Иоанн Брянцев                                     |
| 1890 — 2 (15) марта 1907         | священник Петр Иванович Щеглов (…—1932)                     |
| 23 марта (5 апреля) 1907 — 1918  | священник Евгений Павлович Золкин (1880—1940)               |
| 1918—1921                        | священник Иоанн Вуколович Смолин (1867—1927)                |
| … — после 1923                   | священник Василий Кузьмич Горбунов (1894—1973)              |
| … — 16 августа 1933              | не установлено                                              |
| 1933—1943                        | период закрытия                                             |
| 1943 — октябрь 1944              | священник Николай Тимофеевич Багрянский (1895 — после 1947) |
| октябрь 1944—1996                | период закрытия                                             |
| 1996—1999                        | служил клир Софийского собора Царского Села                 |
| 1999 — настоящее время           | приписан к Воскресенскому Новодевичьему монастырю           |